# Concert for Teenage Cancer Trust
Concert for Teenage Cancer Trust es un álbum en directo del grupo inglés de música electrónica Depeche Mode (David Gahan, Martin Gore, Andrew Fletcher), publicado en marzo de 2010 sólo en ediciones limitadas o vía descarga digital de Internet, simultáneamente con la serie genérica Recording the Universe, de la cual no forma parte pese a ostentar la misma portada común de ésta en su edición física.
Es un concierto perteneciente a la gira Tour of the Universe, que Depeche Mode llevara a cabo con motivo de su álbum Sounds of the Universe de 2009, realizado el 17 de febrero de 2010 en el Royal Albert Hall de Londres, apenas cinco presentaciones antes de concluirla, y del cual la totalidad de las entradas fueron donadas a la lucha contra el cáncer de la organización Teenage Cancer Trust, como indica el título, aunque en particular llamativo para el público y aún para la discografía del grupo debido a que contiene una participación especial de Alan Wilder tocando el piano para el tema Somebody.
Del mismo modo, la totalidad de las ventas de este álbum limitado se donaron a la organización.

## Listado de canciones
| Disco uno 1. In Chains 2. Wrong 3. Hole to Feed 4. Walking in My Shoes 5. It's No Good 6. A Question of Time 7. Precious 8. World in My Eyes 9. One Caress 10. Home | Disco dos 1. Come Back 2. Policy of Truth 3. In Your Room 4. I Feel You 5. Enjoy the Silence 6. Never Let Me Down Again 7. Somebody 8. Stripped 9. Photographic 10. Personal Jesus |

## Créditos
David Gahan - vocalista.
Martin Gore - guitarra, segunda voz, vocalista y sintetizador.
Andrew Fletcher - sintetizador.
Peter Gordeno - sintetizador y apoyo vocal.
Christian Eigner - batería.
Alan Wilder - piano en Somebody.